# Stauntonia
Stauntonia es un género con unas 40 especies descritas de plantas con flores perteneciente a la familia Lardizabalaceae, de las cuales solo una veintena son aceptadas. Es originario de China, Taiwán, India, Burma, Tailandia, Laos y Vietnam.

## Descripción
Se caractericiza por los sépalos del verticilo interno lineares, más estrechos que los del externo. Los pétalos 0 o 6. Filamentos monadelfos.

## Especies
- Stauntonia brachyanthera Hand.-Mazz.
- Stauntonia brunoniana Wall. ex Hemsl.
- Stauntonia cavalerieana Gagnep.
- Stauntonia chinensis DC.
- Stauntonia conspicua R.H. Chang
- Stauntonia decora (Dunn) C.Y. Wu ex S.H. Huang
- Stauntonia duclouxii Gagnep.
- Stauntonia elliptica Hemsl.
- Stauntonia glauca Merr. & F.P. Metcalf
- Stauntonia hexaphylla Decne. - pendiente de resolución
- Stauntonia leucantha Y.C. Wu
- Stauntonia libera H.N. Qin
- Stauntonia maculata Merr.
- Stauntonia obcordatilimba C.Y. Wu & S.H. Huang
- Stauntonia obovata Hemsl.
- Stauntonia obovatifoliola Hayata
- Stauntonia oligophylla Merr. & Chun
- Stauntonia pseudomaculata C.Y. Wu & S.H. Huang
- Stauntonia purpurea Y.C. Liu & F.Y. Lu
- Stauntonia trinervia Merr.
- Stauntonia yaoshanensis F.N. Wei & S.L. Mo